# Alfredo Stöhwing
Alfredo Gastón Stöhwing Leishner (Valdivia, 17 de junio de 1952) es un ingeniero comercial y dirigente de fútbol chileno. Fue el presidente del directorio de la sociedad anónima Blanco y Negro, concesionaria que administra el Club Social y Deportivo Colo-Colo, entre 2022 y 2024.

## Biografía
Estudió ingeniería comercial en la Pontificia Universidad Católica de Chile. Se desempeñó como parte del directorio de la Asociación de Aseguradoras de Chile, y es director ejecutivo de la Compañía de Seguros Continental.
Llegó al directorio de Blanco y Negro junto con el regreso de Gabriel Ruiz-Tagle en abril de 2018. Al año siguiente, tras la salida de Ruiz-Tagle, se convirtió en el líder del bloque de Leonidas Vial y en candidato para la presidencia, pero se inclinó frente a Aníbal Mosa, que sumó los votos de su sector y los del Club Social. En 2021 fue clave para que Edmundo Valladares llegara a la presidencia, en oposición a la continuidad de Mosa.
Tras la renuncia de Valladares en 2022 por no recibir el apoyo suficiente para continuar, Stöhwing se convirtió en presidente de Blanco y Negro, tras recibir el apoyo de su sector y los del bloque de Aníbal Mosa.